# Juri Yokoyama
Juri Yokoyama, obecnie Nishikawa (jap. 横山 樹理 (西川) Yokoyama Juri (Nishikawa); ur. 9 marca 1955 w Kitakiusiu) – japońska siatkarka, złota medalistka igrzysk olimpijskich, mistrzostw świata, pucharu świata i igrzysk azjatyckich.

## Życiorys
Yokoyama wraz z reprezentacją Japonii zdobyła złote medale podczas igrzysk azjatyckich 1974 odbywających się w Teheranie oraz na mistrzostwach świata 1974 w Meksyku. Wystąpiła na igrzyskach olimpijskich 1976 w Montrealu. Zagrała wówczas we wszystkich meczach olimpijskiego turnieju, w tym we zwycięskim meczu finałowym ze reprezentacją Związku Radzieckiego. Tryumfowała w pucharze świata 1977 rozgrywanym w jej ojczyźnie. W 1978 zdobyła srebrny medal na mistrzostwach świata w Związku Radzieckim, a w następnym roku obroniła mistrzostwo igrzysk azjatyckich w Bangkoku.
W latach 1973–1982 była zawodniczką klubu Unitika Phoenix, z którym dwukrotnie zdobyła mistrzostwo ligi japońskiej w 1980 i 1981. Kilkukrotnie była wyróżniona jako najlepiej punktująca oraz najlepsza przyjmująca, broniąca i atakująca japońskich rozgrywek.